# 安井章一
安井 章一（やすい しょういち、1890年（明治23年）1月7日 - 1984年（昭和59年）7月10日）は、日本の内務官僚。高松高等商業学校（現在の香川大学）校長、旧制水戸高等学校（現在の茨城大学）校長。

## 経歴
兵庫県出身。1911年（明治44年）、農商務省水産講習所本科卒業。山口県水産試験場技手、特許局技手・審査官補を務め、1918年（大正7年）に高等試験に合格した。徳島県属、同警視、同海部郡長、同理事官・地方課長、庶務課長、商工課長、新潟県地方課長、同事務官、神奈川県事務官、同工場監督官、京都府事務官、奈良県書記官・学務部長、鳥取県書記官・警察部長、山口県書記官・警察部長、長崎県書記官・警察部長、青森県書記官・内務部長、同経済部長、群馬県書記官・総務部長、岡山県書記官・総務部長を歴任した。
1939年（昭和14年）、文部省教学局企画部長に転じ、翌年には高松高等商業学校校長に就任した。その後は水戸高等学校校長を務めた。
戦後は姫路市助役・選挙管理委員長を務めた。